# Домен (область)

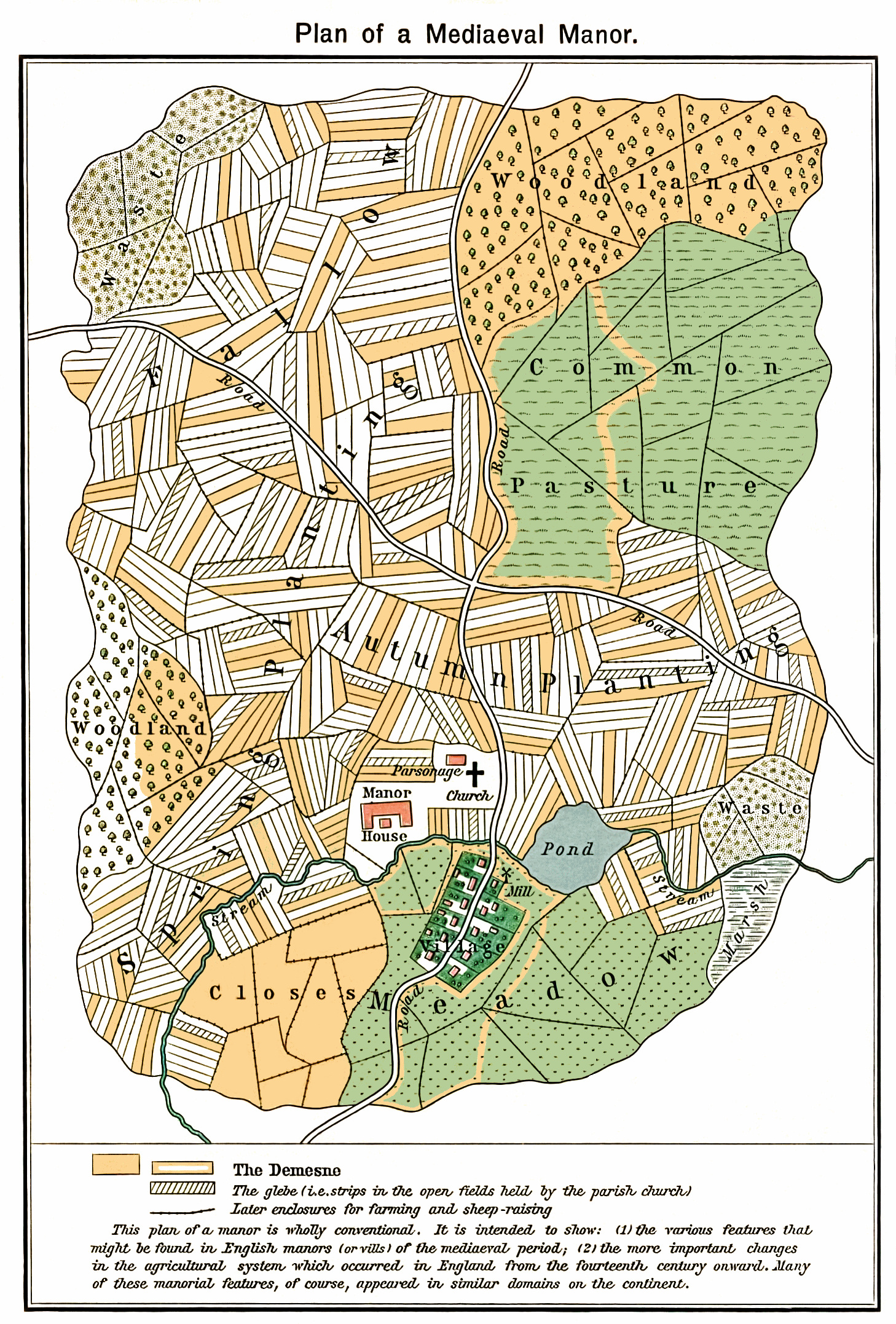
Схема феодального поместья, области горчичного цвета являются частью владений, заштрихованные области — частью земли страны. Усадебный дом, резиденция лорда и расположение поместного двора, можно увидеть в середине южной части усадьбы.

Доме́н (от лат. dominium — владение) — в Средние века, часть владений короля либо владения какого-либо феодала, на которых они вели собственное хозяйство; домены (средневековый лат. domanium) — в Западной Европе земли и леса, доход с которых идет в пользу глав династий или государства.

## История
Возникновение доменов восходит ко временам, когда ещё не существовало точного разграничения в государствах и странах между понятиями о государственном и частном хозяйстве.
Государственные недвижимые имущества (государственные имущества), а в некоторых государствах — имущества, в Западной Европе, принадлежащие государю или предоставленные в его пользование называются доменами.
Как правило, домен включал различные населённые пункты, укрепления, пашни, пастбища и леса. Не была исключением территориальная раздробленность владений, когда отдельные области домена находились в разных районах государства и страны. Свои домены были у герцогов, графов, баронов и других феодалов. В периоды после активной раздачи ресурсов вассалам домен короля мог и не быть самым большим феодальным владением в государстве и стране.
В качестве домена киевского князя рассматривается Среднем Поднепровье, Русская земля в узком смысле, основными городами которой к XI веку были Киев, Чернигов и Переяславль. Предположительно, княжеские домениальные владения в киевской округе формируются уже с середины X века. В домениальный город Вышгород шла треть древлянской дани, от которой кормились также дружины Святослава Игоревича и воеводы Свенельда, а две трети шли в столицу, и киевляне участвовали в перераспределении княжеской дани. Около 1014 года Ярослав Мудрый платил тысячу гривен своим гридям в Новгороде, а две тысячи — отправлял отцу в Киев, как делали «вси посадници новъгородьстии». Среднее Поднепровье было одним из основных центров феодализации, оседания дружинников на землях, где они могли получать «корм».
На конец XIX столетия домены имели незначительную часть в государственных бюджетах Пруссии, Франции, в Англии, в Австро-Венгрии и других государствах Западной Европы.
Русским царём Пётром Алексеевичем, позже названым «Великим», был учреждён Кабинет Его Величества как канцелярия государя. На начало XX столетия Кабинет Его Величества одно из учреждений Министерства императорского двора, ведающее личную собственностью государя (кабинетские земли, Алтайские и Нерчинские горные округа, императорские фабрики и заводы и другие хозяйственные дела).

## Доминия
Доминия — значительная земельная территория с городами и селами, принадлежавшими крупному феодалу, церкви или государству. В состав крупных магнатских доминий (имений) входила целая система фольварков, «ключей» из нескольких фольварков, волостей или графств. Управление хозяйством доминии, если собственник не вёл его сам и сдавал в аренду или посессию, находилось в руках доверенных управителей (губернаторов или экономов).